# Premiile Muzicale Billboard
Premiile Muzicale Billboard (engleză Billboard Music Award) sunt o distincție dată de revista Billboard, publicație care se ocupă cu clasarea melodiilor în clasamentele proprii. Acestea s-au ținut până în 2007 în luna decembrie. Între 2007 și 2010 nu s-au ținut, urmând ca în mai 2011 să-și reia activitatea anuală.